# آرتز-دارمانیاک
آرتز-دارمانیاک (به فرانسوی: Arthez-d'Armagnac) یک کمون در فرانسه است که در canton of Villeneuve-de-Marsan واقع شده‌است. آرتز-دارمانیاک ۱۱٫۱۷ کیلومتر مربع مساحت دارد ۹۴ متر بالاتر از سطح دریا واقع شده‌است.